# Télipinu (dieu)
Pour les articles homonymes, voir Télipinu (homonymie).
Télipinu (on rencontre aussi les graphies Télipinou, Telibinu ou Telebinu) est un dieu hittite de la végétation, fils de la déesse-mère et du dieu de l'orage Teshub. Son histoire est relatée dans le mythe de Télipinu.
Un jour, de mauvaise humeur, Télipinu décide de disparaître. La famine se met alors à sévir sur la terre, et même chez les dieux. Ces derniers incitent une abeille à piquer le jeune dieu pour le réveiller. La solution se révèle pire que le mal et la colère de Télipinu n'a plus de bornes. Finalement, seules les pratiques rituelles des hommes parviennent à faire revenir le dieu à la raison, et le cosmos à un équilibre.